# Jacqueline Horn
Jacqueline Horn (Bottrop, 11 de diciembre de 1988) es una deportista alemana que compitió en piragüismo en la modalidad de eslalon. Ganó una medalla de bronce en el Campeonato Mundial de Piragüismo en Eslalon de 2009, en la prueba de K1 por equipos.

## Palmarés internacional
| Campeonato Mundial | Campeonato Mundial    | Campeonato Mundial | Campeonato Mundial |
| Año                | Lugar                 | Medalla            | Competición        |
| ------------------ | --------------------- | ------------------ | ------------------ |
| 2009               | Seo de Urgel (España) | Medalla de bronce  | K1 por equipos     |